# Jonathan Falk
Jonathan Falk (20 ottobre 1990) è un ex giocatore di football americano e allenatore di football americano svizzero, che ha giocato come linebacker.
Ha giocato inizialmente per i Lausanne LUCAF Owls, passando in seguito alla squadra universitaria statunitense dei Baldwin Wallace Yellow Jackets. Tornato in Europa, ha giocato per i Black Panthers de Thonon e per i New Yorker Lions, prima di fare ritorno in Svizzera agli Helvetic Guards (Mercenaries dal 2024).
Dal 2023 allena la nazionale svizzera.

## Palmarès
- 1 EFL Bowl (Black Panthers de Thonon: 2017)
- 1 German Bowl (New Yorker Lions: 2019)
- 1 Lega B (Lausanne LUCAF Owls: 2015)